# Timothy Busfield
Timothy Busfield, född 12 juni 1957 i Lansing, Michigan, är en amerikansk skådespelare, regissör och producent inom film, teater och tv. Busfield är mest känd för rollen som Danny Concanon i Vita huset och Elliot Weston i Livet runt trettio. Har regisserat över 40 avsnitt i olika tv-serier och spelat teater, bland annat i Broadwayuppsättningarna av Neil Simons Brighton Beach Memoirs och Aaron Sorkins A Few Good Men.
Busfield har även producerat över 100 professionella teaterföreställningar och grundat två teatrar i New York.
Busfield har vunnit en Emmy Award och nominerats till ytterligare tre.

## Filmografi (urval)
- 1984 – Nördarna kommer!
- 1987–1990 – Livet runt trettio (TV-serie) (även regi)
- 1989 – Drömmarnas fält
- 1993 – Striking Distance
- 1999–2006 – Vita huset (TV-serie)
- 2003 – National Security
- 2006–2007 – Studio 60 on the Sunset Strip (TV-serie) (även regi)